# HB (sigarette)

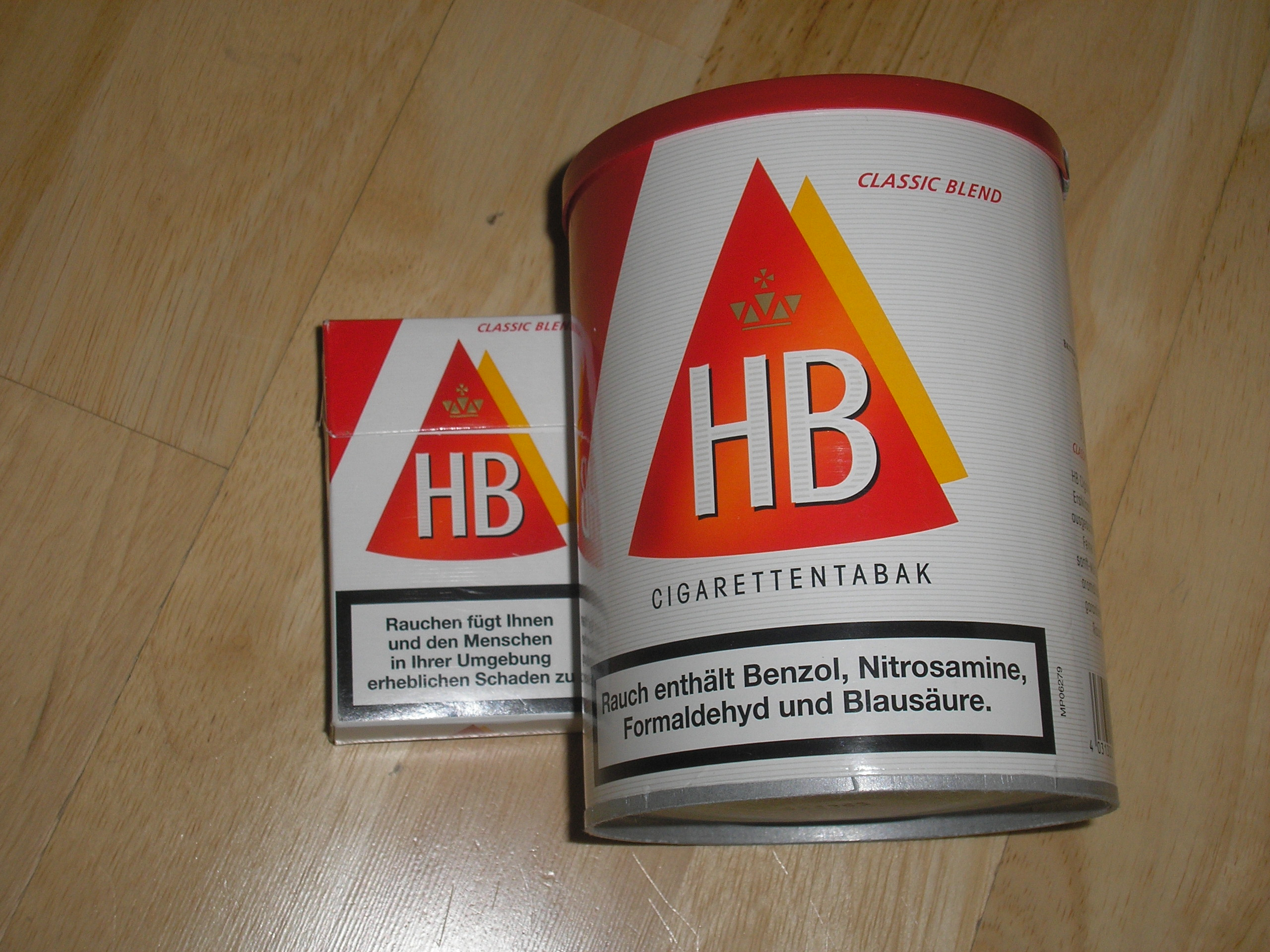
Un pacchetto di HB ed una confezione in barattolo

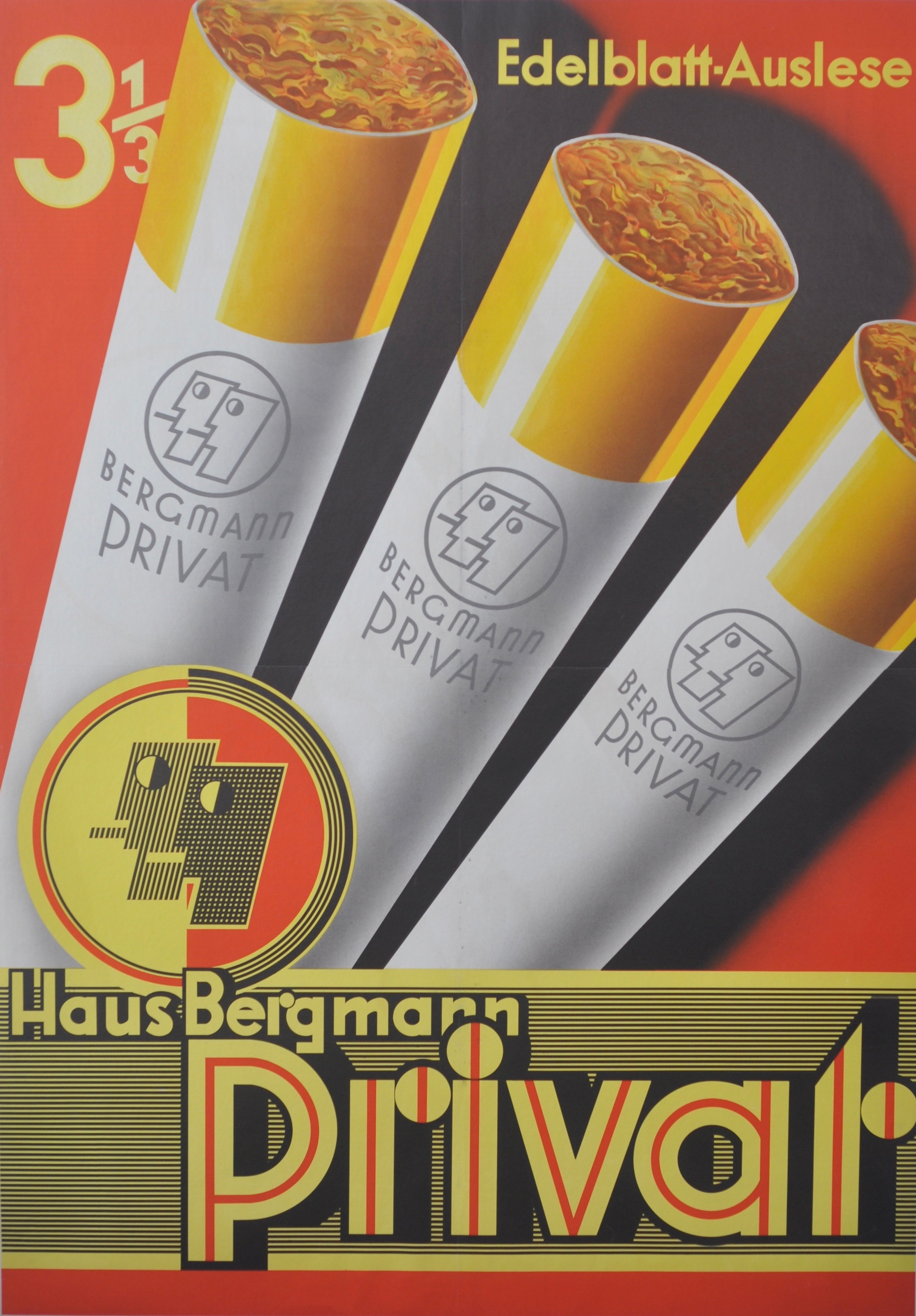
Haus Bergmann Pubblicità (1935)

HB è una marca di sigarette tedesca, il cui nome deriva dalle iniziali del titolare della fabbrica di tabacco di Dresda Haus Bergmann.

## Sponsorizzazioni sportive
- Audi Sport, nel campionato del mondo rally anni 1980 (piloti Stig Blomqvist, Hannu Mikkola, Walter Röhrl, Michèle Mouton)
- Suzuki, nel Motomondiale 1983, 1984 (piloti Randy Mamola, Franco Uncini)
- Yamaha, nel Motomondiale (pilota Carlos Lavado)
- Honda NSR 500, nel Motomondiale 1986, 1987, 1988, 1989 (piloti Niall Mackenzie, Pierfrancesco Chili, Reinhold Roth, Loris Reggiani, Fred Merkel) e dal 1990 al 1996 (piloti Reinhold Roth, Stefan Prein, Helmut Bradl, Doriano Romboni, Ralf Waldmann, Jürgen Fuchs)